# Schloss Hettingen

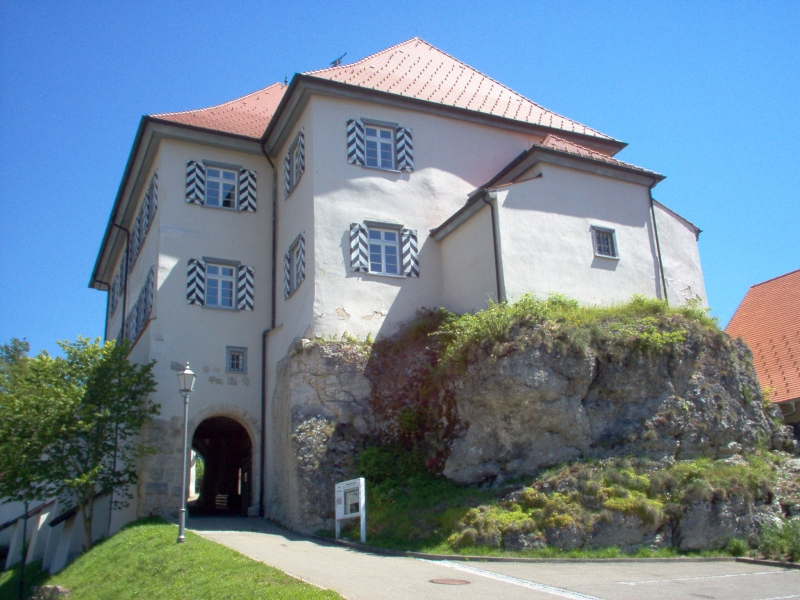
Schloss Hettingen (2007)

Das Schloss Hettingen ist ein auf eine Burganlage des 11. Jahrhunderts zurückzuführendes Gebäude in Hettingen im baden-württembergischen Landkreis Sigmaringen in Deutschland.

## Lage
Die Schlossanlage liegt am östlich Stadtrand auf einem Felsrücken rund 40 Meter oberhalb der Siedlung im Laucherttal.

## Geschichte

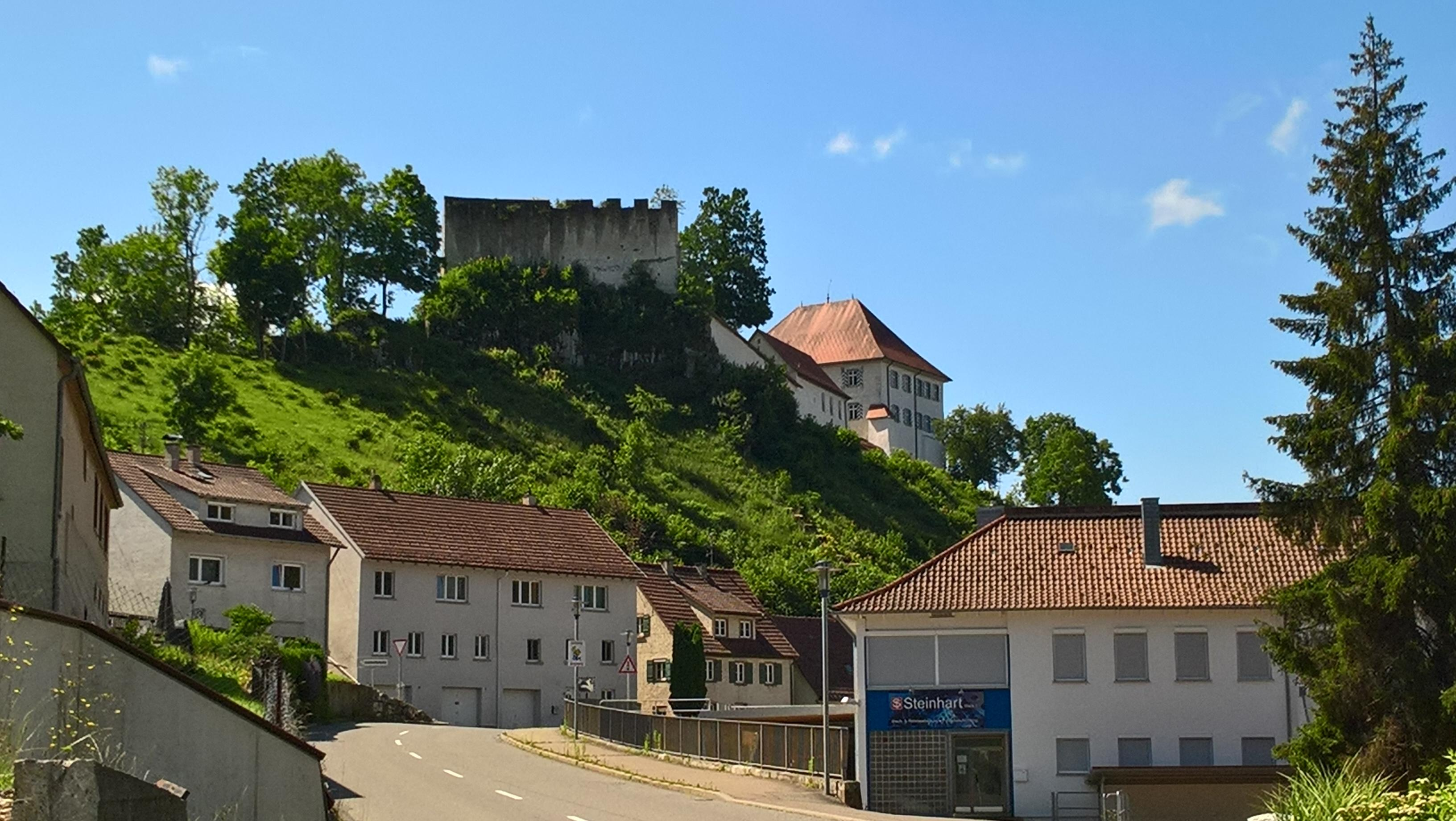
Nordansicht mit Schildmauer

Die Grafen von Gammertingen ließen die Burganlage um 1120 erbauen. Als ältester Bestandteil des heutigen Schlosses ist der Vorbau aus damaliger Zeit erhalten.
Von 1240 bis 1311 war die Burg in Besitz der Grafen von Veringen, 1267 wird sie erstmals urkundlich als „castrum“ erwähnt. Die Grafen ließen die Burg zu ihrem Hauptsitz und einer militärischen Festung ausbauen, mussten sie aber bis 1374 an die Grafschaft von Reichenau verpfänden. 1447 wurde die Burg an Graf Ulrich von Württemberg verkauft, der sie mangels Interesse 1466 an die Herren von Bubenhofen weiterverkaufte.
Nachdem die Burg zum Stammsitz eines Bubenhofer Zweiges ausgebaut worden war, musste sie 1524 aus finanziellen Gründen an Dietrich Speth verkauft werden. Aufgrund ihres Ausbaus wurde die Burganlage damals erstmals als Schloss bezeichnet.
Um 1720 ließ Freiherr Franz-Anton von Speth das Wohngebäude des heutigen Schlosses errichten.
Im Besitz der Fürsten von Hohenzollern-Sigmaringen, die 1827 den gesamten privaten Besitz der Freiherren von Speth kauften, diente das Schloss bis 1978 als Fabrikgebäude, Försterhaus, Wohnung der Reichsgräfin von Spee und als Flüchtlingsunterkunft.
1978 kaufte die Stadt Hettingen das Schloss, ließ es zwischen 1991 und 1994 für 4,24 Mio. DM sanieren und nutzt es als Rathaus. Bei der Sanierung wurden Malereien freigelegt, Stuckdecken – teils aus der Zeit des Rokoko um 1770 – erneuert und die alte, dreiläufige Eichenholztreppe erhalten.
Seit dem Jahr 2004 ist die Dauerausstellung „Architekturen in Ton“ der Künstlerin Sybille Ritter im Südflügel zu sehen. Zweimal jährlich finden Kunst- und Kulturveranstaltungen statt, Autoren stellen ihre Bücher vor, und einmal jährlich, am letzten Augustwochenende, findet ein Open-Air-Rock-Konzert im Schlossgarten statt.
Zur Schlossanlage gehört auch die ehemalige Zehntscheuer, die heute das Fastnachtsmuseum Narrenburg beherbergt.

### Besitzer
| Zeitraum      | Besitzer                             | Wappen |
| ------------- | ------------------------------------ | ------ |
| bis 1240      | Grafen von Gammertingen              |        |
| 1240 bis 1311 | Grafen von Veringen                  |        |
| 1311 bis 1374 | Grafen von Reichenau, als Pfand      |        |
| 1374 bis 1447 | Herren von Rechberg                  |        |
| 1447 bis 1468 | Graf Ulrich von Württemberg          |        |
| 1468 bis 1524 | Herren von Bubenhofen                |        |
| 1524 bis 1827 | Freiherren von Speth zu Zwiefalten   |        |
| 1827 bis 1978 | Fürsten von Hohenzollern–Sigmaringen |        |
| seit 1978     | Stadt Hettingen                      |        |